# Saliunca ignicincta
Saliunca ignicincta es una especie de mariposa de la familia Zygaenidae.
Fue descrita científicamente por Joannis en 1912.